# Onchocerca volvulus
Onchocerca volvulus (gr. όγκος „Widerhaken“, κέρκος „Schwanz“; lat. volvulus „kleines Knäuel“) ist der Name eines tropischen, zu den Filarien gehörenden Fadenwurms. Er ist ein Parasit des Menschen und der Erreger der Flussblindheit.

## Verbreitung

Onchocerca volvulus kommt in weiten Gebieten des tropischen Afrikas und in Zentral- sowie im nördlichen Südamerika vor. Ein isolierter Herd liegt im Jemen.
Sein Verbreitungsgebiet beschränkt sich auf Feuchtregionen entlang schnellfließender Flüsse.

## Merkmale
Die Adultwürmer sind sehr schmal (fadenförmig) mit einem Durchmesser von weniger als einem Millimeter. Weibchen können bis zu 70 Zentimeter lang werden, das Männchen erreicht maximal Längen um 40 Millimeter. Die Mikrofilarien (Larvenform) werden 220 bis 280 µm lang.

## Lebenszyklus

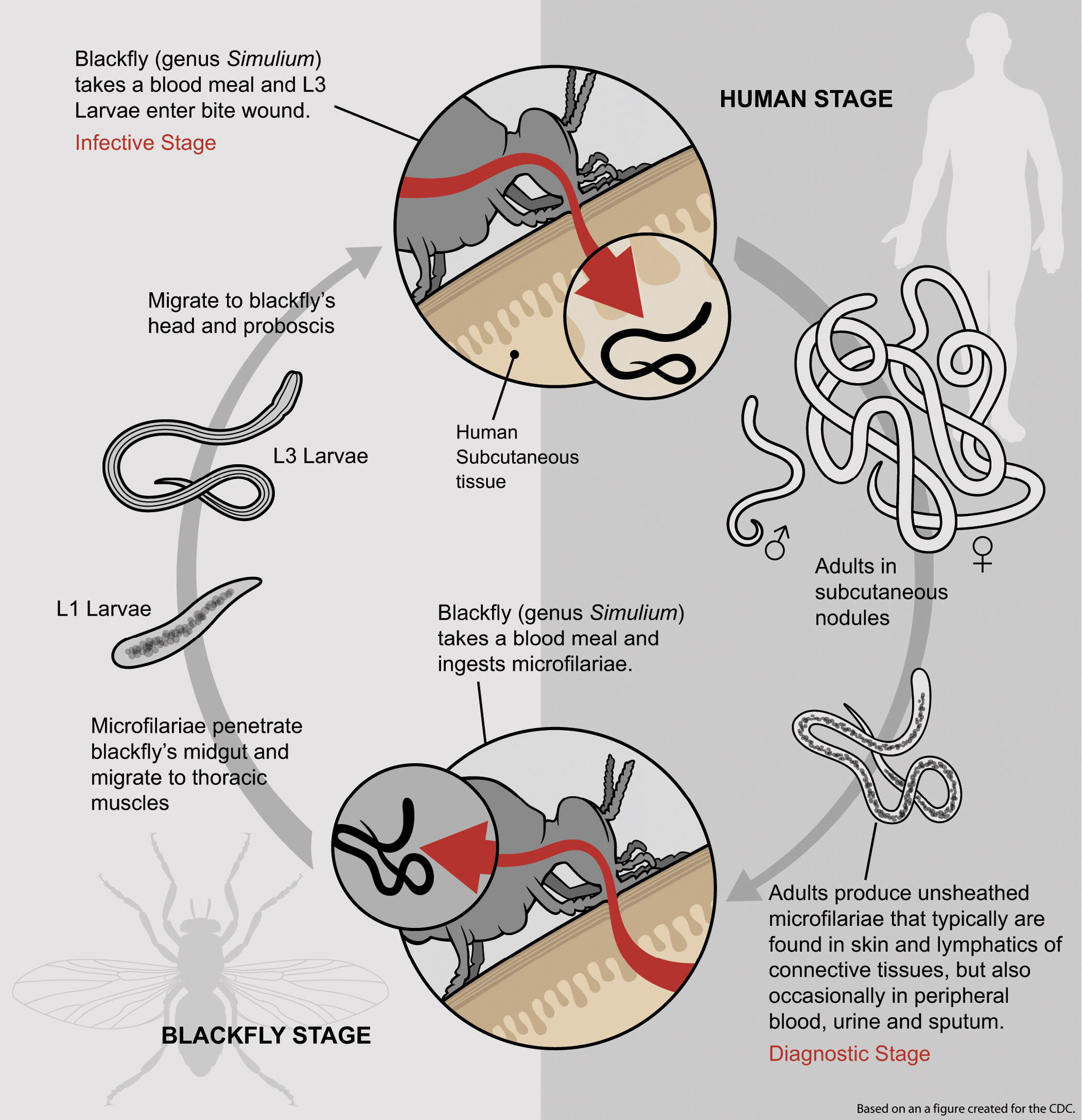
Lebenszyklus von Onchocerca volvulus (Illustration: Giovanni Maki)

Onchoceren haben wie alle parasitären Filarien einen Lebenszyklus mit Wirtswechsel. Der Mensch ist der einzige Endwirt. In Endemiegebieten sind nahezu 100 % der Bevölkerung infiziert. Als Zwischenwirt dient die weibliche Kriebelmücke (Simulium damnosum), die die Mikrofilarien beim Stich aufnimmt. In der Mücke entwickeln sich die Larven durch Häutung zum infektiösen Stadium L3, in dem sie bei erneutem Stich auf den Menschen übertragen werden. Sie wandern ein bis zwei Jahre durch das Bindegewebe und gelegentlich durch die Augen. Ausgewachsene (adulte) Würmer überleben jahrelang eingekapselt in subkutanen Knoten (Onchozerkom). Oft finden sich mehrere Filarien in einem solchen Knoten zusammen. Die Weibchen produzieren täglich etwa tausend Mikrofilarien, die durch die Lymphspalten des Bindegewebes wandern und schließlich in den Blutkreislauf eingeschwemmt werden. Auch die Mikrofilarien befallen das Auge, wodurch die hauptsächliche Schadwirkung (Erblindung) zustande kommt.

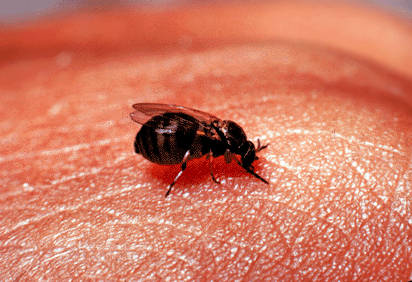
Kriebelmücke bei der Blutmahlzeit
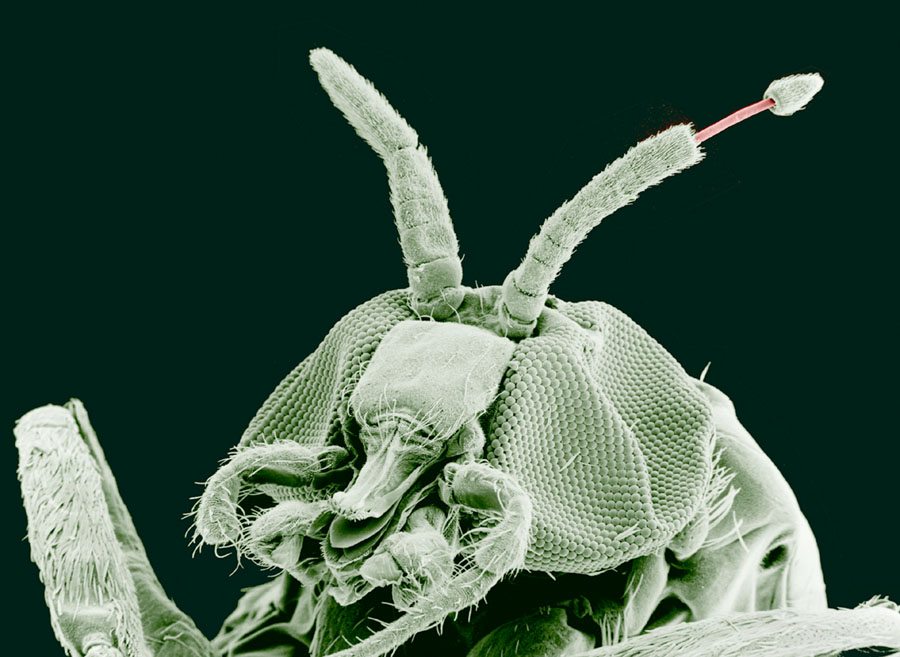
Kriebelmücke mit am linken Fühler austretender Onchocerca-Filarie